# Кевін Шиді
Кевін Шиді (англ. Kevin Sheedy, нар. 21 жовтня 1959, Білт-Веллс) — ірландський футболіст, півзахисник.
Насамперед відомий виступами за клуби «Ліверпуль» та «Евертон», а також національну збірну Ірландії.
П'ятиразовий чемпіон Англії. Дворазовий володар Кубка англійської ліги. Володар Кубка чемпіонів УЄФА. Володар Кубка Кубків УЄФА.

## Клубна кар'єра
У дорослому футболі дебютував 1975 року виступами за команду клубу «Герефорд Юнайтед», в якій провів три сезони, взявши участь у 51 матчі чемпіонату.
Своєю грою за цю команду привернув увагу представників тренерського штабу клубу «Ліверпуль», до складу якого приєднався 1978 року. Відіграв за мерсісайдців наступні чотири сезони своєї ігрової кар'єри. За цей час тричі виборював титул чемпіона Англії, ставав володарем Кубка чемпіонів УЄФА.
1982 року уклав контракт з клубом «Евертон», у складі якого провів наступні десять років своєї кар'єри гравця. Більшість часу, проведеного у складі «Евертона», був основним гравцем команди. За цей час додав до переліку своїх трофеїв ще два титули чемпіона Англії, ставав володарем Кубка Кубків УЄФА.
Протягом 1992—1993 років захищав кольори команди клубу «Ньюкасл Юнайтед».
Завершив професійну ігрову кар'єру у клубі «Блекпул», за команду якого виступав протягом 1993—1994 років.

## Виступи за збірну
1984 року дебютував в офіційних матчах у складі національної збірної Ірландії. Протягом кар'єри у національній команді, яка тривала 10 років, провів у формі головної команди країни 46 матчів, забивши 9 голів.
У складі збірної був учасником чемпіонату Європи 1988 року у ФРН, чемпіонату світу 1990 року в Італії.

## Титули і досягнення
- Чемпіон Англії (5):

«Ліверпуль»: 1978-79, 1979-80, 1981-82
«Евертон»: 1984-85, 1986-87
- Володар Кубка англійської ліги (2):

«Ліверпуль»: 1980-81, 1981-82
- Володар Суперкубка Англії з футболу (4):

«Евертон»: 1984, 1985, 1986, 1987
- Володар Кубка чемпіонів УЄФА (1):

«Ліверпуль»: 1980-81
- Володар Кубка Кубків УЄФА (1):

«Евертон»: 1984-85